# Lucas Gafarot
Lucas Gafarot Santacatalina (San Justo Desvern, Barcelona, 26 de septiembre de 1994) es un futbolista español. Juega como lateral izquierdo y actualmente juega en el Atlètic Sant Just.

## Trayectoria
Empezó en los benjamines del C. F. Sant Just jugando de interior izquierdo, durante su segundo año en infantil ficha por el U. E. Cornellà con quienes luego de jugar algunos encuentros como mediapunta, lo retrasan en su posición y desde el Cadete A se consolida definitivamente como Lateral izquierdo. Aquella temporada, fue una de las mejores con el Cornellà, llegando a la final del Campeonato de Cataluña, en la que cayeron por 4-0 ante el F. C. Barcelona. Luego en la etapa juvenil siguió progresando y tras un segundo año sensacional ficha por el Fútbol Club Barcelona.

### F. C. Barcelona
Gafarot llegó en 2012 al club, procedente del U. E. Cornellà. Es un lateral izquierdo rápido y ofensivo, además da mucha profundidad y amplitud en el campo, aportando con buenas jugadas desde el lado izquierdo. Arriba en el F. C. Barcelona Juvenil A bajo la tutela de Jordi Vinyals quien también había llegado ese año, se adapta perfectamente al grupo con resultados magníficos, llegando a ganar el Grupo III de la División de Honor, aunque no así la Copa de Campeones. Debido a su gran temporada es ascendido al F. C. Barcelona B junto con otros 7 compañeros.

## Clubes
| Club                    | País   | Año       |
| ----------------------- | ------ | --------- |
| F. C. Barcelona "B"     | España | 2013-2017 |
| U. E. Cornellà (cedido) | España | 2015-2017 |

### Estadísticas
| Club                       | Temporada     | Liga  | Liga  | Copa nacional | Copa nacional | Internacional | Internacional | Total | Total |
| Club                       | Temporada     | Part. | Goles | Part.         | Goles         | Part.         | Goles         | Part. | Goles |
| -------------------------- | ------------- | ----- | ----- | ------------- | ------------- | ------------- | ------------- | ----- | ----- |
| F. C. Barcelona B · España | 2013-14       | 7     | 0     | -             | -             | -             | -             | 7     | 0     |
| F. C. Barcelona B · España | 2014-15       | 14    | 0     | -             | -             | -             | -             | 14    | 0     |
| F. C. Barcelona B · España | Total         | 21    | 0     | -             | -             | -             | -             | 21    | 0     |
| U. E. Cornellà · España    | 2015-16       | 29    | 1     | -             | -             | -             | -             | 29    | 1     |
| U. E. Cornellà · España    | 2016-17       | 33    | 0     | 2             | 0             | -             | -             | 35    | 0     |
| U. E. Cornellà · España    | Total         | 62    | 1     | 2             | 0             | -             | -             | 64    | 1     |
| Total carrera              | Total carrera | 83    | 1     | 2             | 0             | -             | -             | 85    | 1     |

## Palmarés

### Campeonatos nacionales
| Título                    | Club                      | País   | Año  |
| ------------------------- | ------------------------- | ------ | ---- |
| División de Honor Juvenil | F. C. Barcelona Juvenil A | España | 2013 |